# 1679 au théâtre
| Années du théâtre : 1676 - 1677 - 1678 - 1679 - 1680 - 1681 - 1682    |
| Décennies du théâtre : 1640 - 1650 - 1660 - 1670 - 1680 - 1690 - 1700 |

## Pièces de théâtre représentées
- La Dupe de soi-même de Montfleury, Paris, Hôtel de Bourgogne.
- 17 janvier : La Troade, tragédie de Jacques Pradon, Paris, Hôtel de Bourgogne.
- 19 novembre : La Devineresse de Thomas Corneille et Jean Donneau de Visé, Paris, Hôtel de Guénégaud.
- Décembre : Statira, tragédie de Jacques Pradon, Paris, Hôtel de Bourgogne.

## Naissances
- 16 août : Catharine Trotter, romancière, dramaturge et philosophe britannique, morte le 11 mai 1749.

## Décès
- 2 janvier : Catherine Des Urlis, actrice française, né en 1627.
- 2 février : Jan Jacob de Condé, avocat, secrétaire communal de Bruxelles, rhétoricien et dramaturge, né le 30 mai 1617.
- 5 février : Joost van den Vondel, poète et dramaturge néerlandais, né le 17 novembre 1587.
- 16 octobre : Roger Boyle, 1er comte d'Orrery, homme d'État et dramaturge britannique, né le 25 avril 1621.
- Date précise non connue :
  - Nicole Gassot, dite Mademoiselle Bellerose, actrice française, né en 1605.